# UC AlbinoLeffe
UC AlbinoLeffe är en italiensk fotbollsklubb. Klubben bildades 1998 genom en sammanslagning av klubbarna Albinese Calcio och SC Leffe. Klubben spelar säsongen 2013/2014 i Lega Pro Prima Divisione.

## Historia
UC AlbinoLeffe bildades 1998 då de båda grannstäderna Albino och Leffes respektive fotbollsklubbar, som då spelade i Serie C2 slogs samman. Klubben nådde omedelbart en viss framgång, slutade två i serien och flyttades upp till Serie C1. Efter fyra säsongern i Serie C1 tog laget återigen ett steg uppåt i tabellen, återigen genom en andra plats.
2003/2004 gjorde AlbinoLeffe sin första säsong i Serie B. Totalt spelade laget nio raka säsonger i Serie B där fjärde platsen och kvalet till Serie A (förlust i två möten mot Livorno som tog steget upp) 2007/2008 var den största framgången. 2011/2012 slutade laget på 22:a plats och flyttades ned i Lega Pro Prima Divisione.

## Kända tidigare spelare
Se också Spelare i UC AlbinoLeffe
- Alessandro Diamanti
- Filippo Inzaghi